# Sharp (entreprise)
 (juillet 2014).
Pour les articles homonymes, voir Sharp.
Sharp Corporation (シャープ株式会社, shāpu kabushiki-gaisha) est un fabricant japonais d'électronique. Son siège est à Ōsaka, au Japon.

## Histoire

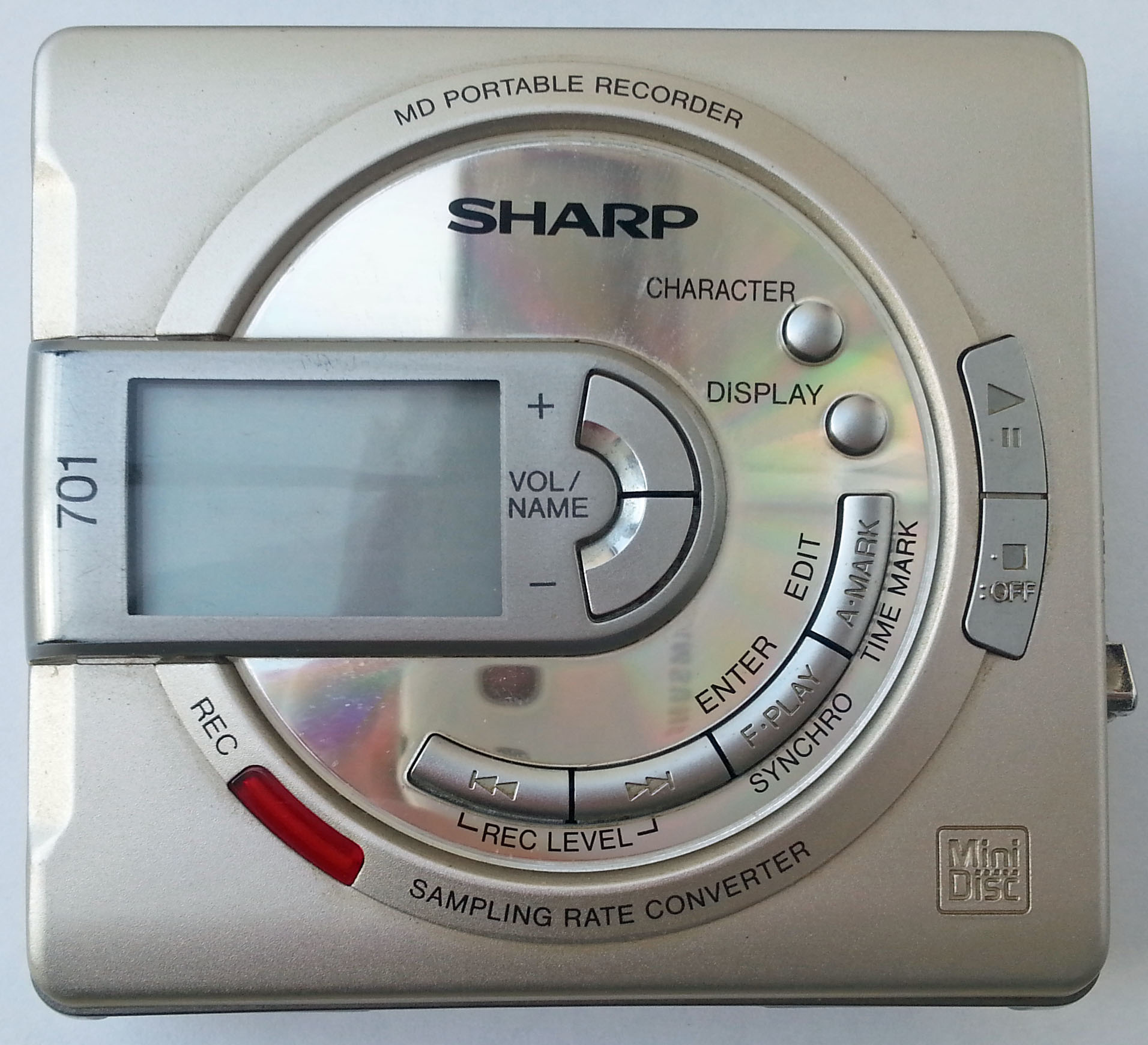
Sharp MD-MS701H

En 1912, Tokuji Hayakawa fonde un atelier de métallurgie à Tōkyō et invente en 1915 le premier portemine mécanique nommé "Ever Ready Sharp".
Pendant plusieurs années, les produits sont commercialisés sous la marque Hayakawa Kinzoku Kougyou, qui deviendra Sharp par la suite.
En 2000, Sharp lance, au Japon, le premier téléphone portable équipé d'un objectif photographique,.

### Histoire récente
En décembre 2009, Sony prend une part de 7 % dans la filiale Sharp Display Product qui gère l'usine de fabrication de dalles LCD de dixième génération de Sharp à Sakai, part qui aurait dû passer à 34 % en avril 2011. Ce nouvel investissement n'a cependant jamais eu lieu, et en mai 2012, Sony annoncera se désengager totalement de cette filiale.
En mars 2012, Sharp noue un partenariat industriel et capitalistique avec le taïwanais Hon Hai, plus connu sous le nom commercial Foxconn. En décembre, il annonce un apport de fonds de l'américain Qualcomm de 9,9 milliards de yens (92,5 millions d'euros), dans le cadre d'un partenariat technique sur les écrans pour mobiles.
Le 28 mars 2013, Samsung annonce être devenu actionnaire de Sharp à hauteur de 3,04 %, par l'achat de 35,8 millions de nouvelles actions à 290 yens, soit un total de 10,38 milliards de yens (85 millions d'euros). Sharp s'engage de plus à approvisionner à long terme Samsung en écrans pour téléviseurs LCD, smartphones, tablettes et ordinateurs portables. Le 27 juin, Sharp annonce qu'il va investir dans une usine avec le groupe chinois Panda Electronics, pour produire des écrans haut de gamme de télévision, tablettes et PC, groupe auquel Sharp va fournir des techniques de fabrication en série de dalles LCD
En octobre 2013, Sharp lève 119 milliards de yen  soit 1,23 milliard de dollars lors d'une introduction en bourse.
En juillet 2014, Sharp et STMicroelectronics se désengagent de leur participation de 33,3 % dans Enel Green Power pour un euro symbolique en faveur d'Enel. En décembre 2014, Sharp vend ses activités dans le solaire aux États-Unis à Canadian Solar pour l'équivalent de 247 millions de dollars.
En mai 2015, Sharp, toujours en grande difficulté financière, annonce la suppression de 5 000 emplois.
Début 2016, Foxconn (Hon Hai) propose de racheter le groupe dans sa totalité. Face à cette offre, Innovation Network Corporation of Japan, un fonds d'investissement public japonais, est vu comme l'une des seules alternatives crédibles. Via une augmentation de capital, Foxconn propose de prendre 65,9 % de Sharp en payant 484 milliards de yens, soit 4,3 milliards de dollars. À la suite de la découverte des comptes de Sharp, Foxconn revient sur son offre pour en émettre une nouvelle qui serait plus faible de 100 milliards de yens, soit près de 900 millions de dollars de moins que la précédente offre.
Le 2 avril 2016, Kōzō Takahashi et Terry Gou signent finalement le document qui précise que Foxconn va acquérir, par le biais d'une augmentation de capital, 66 % de Sharp pour 389 milliards de yens (3 milliards d'euros).

## Activité
Au fil du temps, l'entreprise a diversifié ses activités dans trois secteurs :
- électronique grand public (audiovisuel, téléphonie, électroménager, calculatrice) ;
- électronique professionnelle (télécopie, calcul, systèmes d'impression, systèmes d'encaissement) ;
- composants (électroniques, circuits intégrés, affichages à cristaux liquides, solaire[22]).

## Communication
Sharp sponsorise le club anglais de Manchester United de 1982 à 2000.

## Produits
- Sharp EL-8, calculatrice électronique (1971)
- Sharp MZ-80K, ordinateur (1979)
- Sharp PC-1211, ordinateur de poche (1980)
- Platine VZ 3000, intégrée à une chaîne stéréo[24] (1981)
- Sharp PC-1401, ordinateur de poche (1983)
- Sharp X1, ordinateur (1982)
- Sharp X68000, ordinateur (1987)